# زندانی عقیدتی

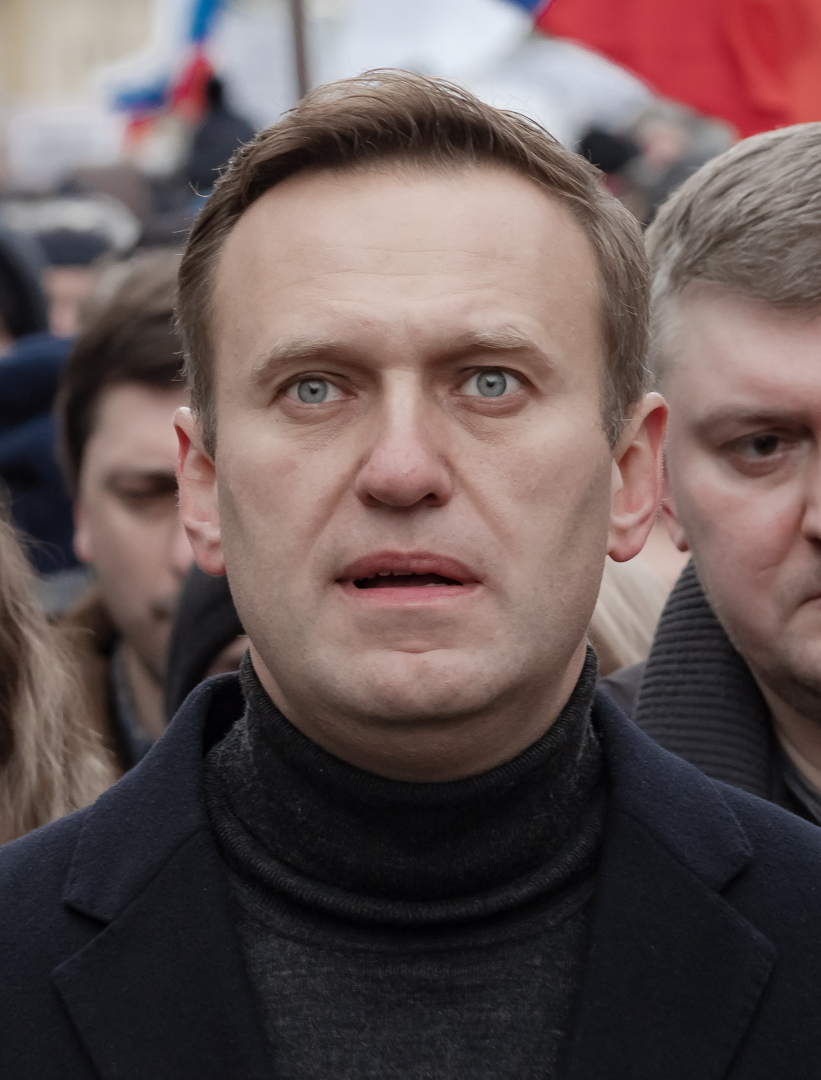
آلکسی ناوالنی زندانی عقیدتی ، اپوزیسیون روسیه

زندانی عقیدتی هم‌واژه‌ای است که نخستین بار «پیتر بننسون» در ۲۸ مه ۱۹۶۱ در نوشتاری به نام «زندانیان فراموش شده» برای روزنامه آبزرور لندن به کار برد. بیش از هر جای دیگر، سازمان حقوق بشر عفو بین‌الملل این واژه را به کار می‌برد. این واژه برای هر کسی که به دلایل گوناگون در زندان است به کار می‌رود. مانند نژاد، گرایش جنسی، مذهب، یا دیدگاه سیاسی. همچنین برای آن دسته از کسانی که به دلیل اظهارات غیر خشونت‌آمیز یا مقاومت در برابر تغییر عقیده خود به زندان افتاده یا تحت پیگرد هستند نیز به کار می‌رود.

## فهرست زندانیان عقیدتی در کشورهای جهان

### ایران
- بهمن احمدی امویی[۱]
- ژیلا بنی‌یعقوب[۲]
- ارژنگ داوودی[۳]
- غنچه قوامی[۴]
- کوهیار گودرزی[۵]
- زینب جلالیان[۶]
- محمد صدیق کبودوند[۷]
- حبیب‌الله لطیفی[۸]
- حسین رونقی[۹]
- نرگس محمدی[۱۰]
- کوهیار گودرزی[۵]
- عبدالله مؤمنی[۱۱]
- ضیاءالدین نبوی[۱۲]
- منصور اسانلو[۱۳]
- جعفر پناهی[۱۴][۱۵]
- عیسی سحرخیز[۲]
- محمد سیف‌زاده[۱۶]
- رضا شهابی[۱۷]
- سعید شیرزاد[۱۸]
- عبدالفتاح سلطانی[۱۶]
- حشمت‌الله طبرزدی[۱۹]
- مجید توکلی[۲۰]
- کسری نوری
- محمدعلی طاهری
- محسن کدیور
- طاهره قره العین
- علی دشتی

### روسیه
- آلکسی ناوالنی

### عربستان سعودی
- رائف بدوی[۲۱]
- حمزه کاشغری[۲۲][۲۳]
- علی نمر[۲۴]
- ولید ابوالخیر[۲۵]

### سوریه
- مازن درویش[۲۶]
- ریاض سیف[۲۷]

### ونزوئلا
- لئوپولدو لوپز[۲۸]
- Gregory Hinds [۲۹]
- Geraldine Chacón[۲۹]

### اسرائیل
- مردخای وانونو

### پاکستان
- اصغر خان

### نیجریه
- فلا کوتی[۳۰]

### مالزی
- علی عبد جلیل[۳۱]
- انور ابراهیم

### بحرین
- عبدالهادی الخواجه